# Kulturtunnan
Kulturtunnan,  Hisingen Kultur och Teater Förening, är en amatörteatergrupp som bildades 1990 av en grupp skådespelare i Göteborg. 
Sedan 1992 har Kulturtunnan haft sin scen på Selma Lagerlöfs torg på Hisingen i Göteborg. Medlemsantalet ligger på ett tjugotal i åldrar mellan tjugo och sjuttio. Föreningen engagerar ofta etablerade regissörer för sina produktioner, och har samarbetat med bland andra Sonja Gube, Kim Lantz och Lars Magnus Larsson.
De senaste åren har det blivit i snitt en produktion om året, allt från revy till drama. Förutom egenproducerade revyer har föreningen satt upp pjäser av bland andra William Shakespeare, Dario Fo, Carin Mannheimer, Ray Cooney, Staffan Göthe och Kent Andersson.

## Produktioner
| År   | Produktion                               | Kategori      |
| ---- | ---------------------------------------- | ------------- |
| 1992 | Styrman Karlssons flammor                | Folklustspel  |
| 1992 | Kvinnorna från Shanghai                  | Klassiker     |
| 1992 | Ett mord annonseras                      | Deckare       |
| 1992 | Tiggarens opera                          | Klassiker     |
| 1993 | Räkan från Maxim                         | Komedi        |
| 1994 | Inte nu, älskling!                       | Fars          |
| 1994 | Lysistrate                               | Klassiker     |
| 1995 | Panik på operan                          | Revy          |
| 1995 | En uppstoppad hund                       | Drama         |
| 1996 | Panik i VM-byn                           | Revy          |
| 1996 | Aldrig i livet                           | Komedi        |
| 1997 | Hos frisören                             | Komedi        |
| 1997 | Samtal önskas                            | Komedi        |
| 1998 | Panik i börsen                           | Revy          |
| 1999 | Panik i såpan                            | Revy          |
| 1999 | Tjuven                                   | Komedi        |
| 2000 | Bland kungar, redare och annat löst folk | Revy          |
| 2000 | Jösses flickor                           | Komedi        |
| 2001 | Myrornas krig                            | Revy          |
| 2002 | Den perfekta kyssen                      | Drama         |
| 2003 | Panik på gården                          | Revy          |
| 2003 | Mirakelmedicinen                         | Fars          |
| 2005 | Till salu                                | Revy          |
| 2006 | Mord, guld och likör                     | Thriller/fars |
| 2007 | Fram å tebaks                            | Revy          |
| 2008 | Rakt ner i fickan                        | Fars          |
| 2009 | Tian, en bantad Selma                    | Revy          |
| 2010 | Rika barn leka bäst                      | Komedi        |
| 2011 | En midsommarnattsdröm                    | Klassiker     |
| 2012 | Panik på spåret                          | Revy          |
| 2013 | Titta inte i påsen                       | Fars          |
| 2014 | Körsbärsträdgården                       | Klassiker     |
| 2015 | Hotelliggaren                            | Fars          |
| 2015 | I sista minuten                          | Komedi        |
| 2016 | Hisings Backa anarki                     | Revy          |
| 2017 | Stilla natt i Komarken                   | Komedi        |
| 2018 | Sista dansen                             | Drama         |
| 2018 | Flotten                                  | Klassiker     |
| 2019 | Sista paret ut                           | Komedi        |
| 2019 | Rakt ner i fickan på turné               | Fars          |
| 2022 | Kvinnofarmen                             | Komedi        |
| 2024 | Jubel i tunnan                           | Revy          |